# Felicja Blumental

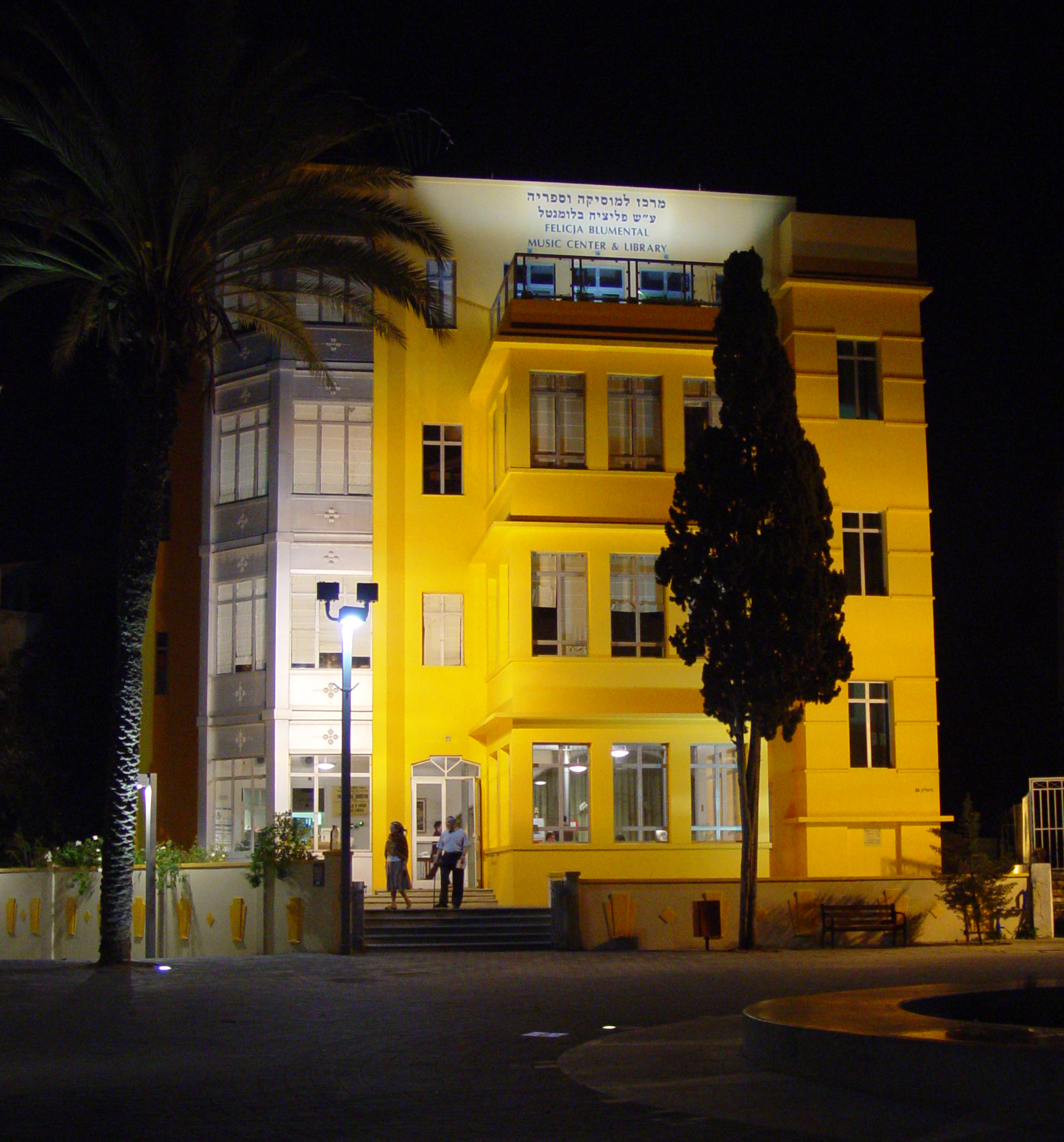
Centrum Muzyczne i Biblioteka im. Felicji Blumental w Tel Awiwie

Felicja Blumental (ur. 28 grudnia 1908 w Warszawie, zm. 28 grudnia 1991 w Tel Awiwie) – polska pianistka i klawesynistka pochodzenia żydowskiego.

## Życiorys
Studiowała w Akademii Muzycznej im. Fryderyka Chopina w Warszawie kompozycję u Karola Szymanowskiego oraz grę na fortepianie u Zbigniewa Drzewieckiego i Józefa Turczyńskiego.
W roku 1935 poślubiła malarza Markusa Mizne, w roku 1937 wyjechała wraz z nim do Luksemburga, gdzie zadebiutowała w rozgłośni radiowej dwoma recitalami z utworami Stanisława Moniuszki, Fryderyka Chopina, Ignacego Jana Paderewskiego oraz Karola Szymanowskiego. 
W roku 1937 uczestniczyła w III Międzynarodowym Konkursie Pianistycznym im. Fryderyka Chopina w Warszawie. Po wybuchu II wojny światowej przedostała się do Nicei, skąd w roku 1942 wyjechała do Brazylii. Wielokrotnie występowała na estradach koncertowych Ameryki Łacińskiej.
W roku 1954 powróciła do Europy i zamieszkała początkowo od 1962 w Mediolanie, a następnie od 1973 w Londynie.
Występowała jako solistka z m.in. London Symphony Orchestra, Orchestre National de France, Philharmonia Orchestra, Cleveland Orchestra, Brno Philharmonic Orchestra, Vienna Musikgesellschaft Orchestra, Mozarteum Orchester Salzburg.
Nagrywała dla licznych firm fonograficznych (Decca, Columbia, Angel, HVM, Genesis, Turnabout, Auditorium, Vox, Saga, Naxos) zapomniane koncerty fortepianowe m.in. Isaaca Albéniza, Antona Arienskiego, Muzio Clementiego, Johanna Baptisty Cramera, Carla Czernego, Johna Fielda, Gabriela Fauré, Johanna Nepomuka Hummla, Leopolda Antonína Koželuha, Friedricha Kuhlaua, Dinu Lipattiego, Giovanniego Paisiello, Giovanniego Benedetto Plattiego, Ferdinanda Riesa, Antona Rubinsteina, Giovanniego Battisty Viottiego, a także utwory muzyki polskiej, m.in. dedykowaną jej przez Krzysztofa Pendereckiego Partitę na klawesyn i orkiestrę kameralną, Ignacego Jana Paderewskiego Fantazję polską op. 19 na fortepian i orkiestrę oraz Karola Szymanowskiego IV Symfonię koncertującą op. 60 na fortepian i orkiestrę. Podziwiana była za nagrania utworów Fryderyka Chopina, szczególnie Mazurków. Utrwaliła też wszystkie koncerty fortepianowe Ludwiga van Beethovena.
Heitor Villa-Lobos dedykował jej 5. Koncert fortepianowy, Witold Lutosławski na prośbę Felicji Blumental opracował wersję na fortepian z orkiestrą swoich Wariacji na temat Paganiniego (1978).
Od roku 1999 w Tel-Awiwie odbywają się corocznie międzynarodowe festiwale muzyczne imienia Felicji Blumental, które były organizowane przez wiele lat przez jej córkę Annettę Celinę (1939–2017).